# 刻目突帯文土器
刻目突帯文土器（きざみめとったいもんどき）は、西日本の縄文時代晩期終末を代表する土器で、弥生土器に連なる簡素な形をしていた。この時代、土器の構成は、甕（かめ）と、浅鉢、深鉢が使われ、刻目突帯文は、甕にほどこされていた。代表的な刻目突帯文土器は、夜臼式土器（ゆうすしきどき）、山ノ寺式土器（やまのでらしきどき）である。

## 形状と文様

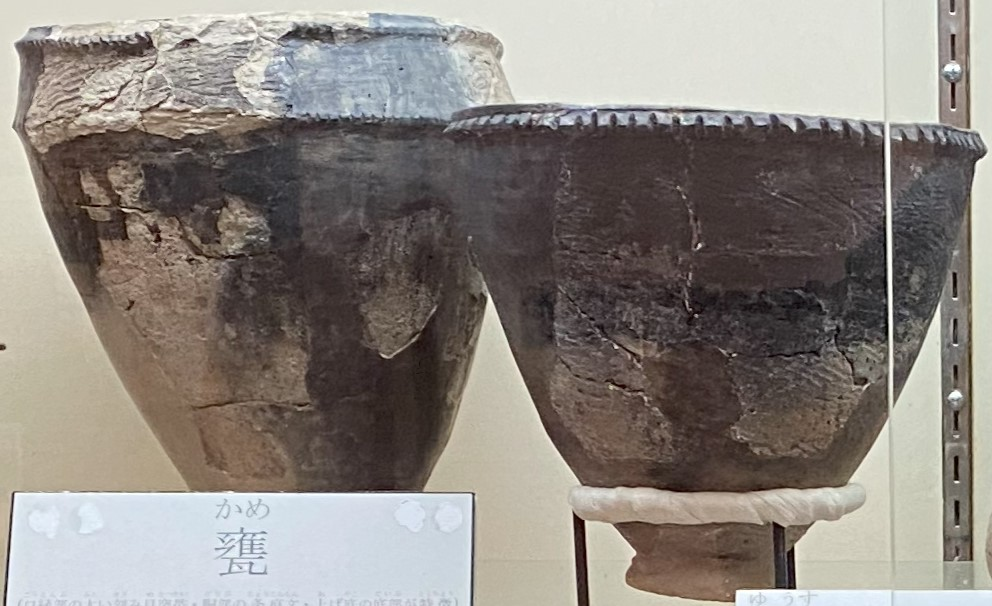
夜臼Ⅰ式の甕。板付遺跡弥生館展示。

刻目突帯文土器（甕）の口縁部の外面に出っ張った突帯（とったい）が回る。突帯の文様は刻み目で、文様は連続する。形は弥生土器と同じく簡素で、東北の亀ヶ岡式土器に見られる火炎はない。九州では胴部にも刻目突帯を巡らす土器が一般的で、これを二条刻目突帯文土器と言い、二条甕とも言う。

## 起源
似たような土器は沿海州南西部の約4000年前 - 3000年前のシニ・ガイ文化にもみられ、刻目突帯文土器およびこれを携えた弥生人の起源を沿海州南西部に求める見方がある。

## 時代背景と文化圏

### 文化圏と弥生土器の誕生
西日本一帯から東海地方西部に分布し、土器を含むひとつの文化圏をなし、中心は北九州である。北九州の影響は各地に及び、水田農耕の以前から西日本では北九州の影響が強い。刻目突帯文土器は、西日本の最後の縄文土器であり、水田農耕の開始の時期にも主要な土器であった。そして、縄文晩期末・弥生早期に、弥生土器が生まれた。なお、弥生土器が生まれた後も、西日本では次の弥生前期にも、刻目突帯文土器は土器の5割から1割を占めている。

### 縄文晩期末・弥生早期、土器の作成技法と器種の構成
この時代、朝鮮半島系の水稲耕作が始まった。この時の土器は刻目突帯文土器と、深鉢浅鉢からなる縄文土器だけである。この刻目突帯文土器に、数%、半島の技法を使う刻目突帯文土器が混じる。弥生土器が生まれるのは、その直後である。外見は縄文型で、無文土器制作の技法を使う、板付（いたづけ）Ⅰ式である。
弥生土器は、刻目突帯文土器の外見をたもち、無文土器の技法で作られる。この点で、弥生土器は、縄文土器に繋がる。
土器の構成は、縄文晩期、甕（かめ）と、鉢である。晩期末、水田が開始され、その時の土器は縄文系の甕と鉢だけだった。壺（つぼ）、高坏（たかつき）は水田農耕の祭りに使われるが、水田開始の時には発見されていない。しかし、壺、高坏は、次第に増えて行った。この壺、高坏は、朝鮮無文土器（むもんどき）の系譜を引く。

### 弥生前期、西日本への弥生土器の波及と、刻目突帯文土器
弥生前期、水田農耕を行いながら弥生土器を使う弥生文化が、西日本各地に急速に波及したが、九州南部へは遅れる。農耕の波及と共に、北部九州の弥生土器である遠賀川式土器（おんががわしきどき）が、瀬戸内、畿内、尾張の西日本に伝わる。しかし、縄文系の刻み目突帯文土器は1割から5割存在し、それ以前の各地の特徴を残している。この事から、北九州からの移住民と、各地の住人が一つの水田集落を営んだ事が分る。
西日本への水田と土器の波及は、尾張の中心を境に一度、停滞する。東日本は、西日本とは別の文化圏であり、境界を越えての波及が遅れたとされる。縄文時代、尾張より東は、東北の亀ヶ岡式土器（かめがおかしきどき）など、西日本とは別の土器を用い、別の文化圏をなしていた。なお、刻目突帯文土器は、尾張一帯に広がった時代もある。

## 藤尾慎一郎の説

### 概要
国立民族学博物館の副館長藤尾慎一郎は、次のような結論を述べている。
- 弥生農業は、朝鮮半島系であるが、水田稲作の最初の突帯文土器は縄文系である。ただし、朝鮮半島系の製造技法をつかった物が数%存在する。後の弥生土器では、外見は縄文土器、技法は無文土器と言う形式を取る。その後の、最初の弥生土器となる、板付（いたづけ）Ｉ式の土器を予想させる。
- 土器には、祭祀用の祭祀土器と、日常土器がある。祭祀用は、朝鮮半島系の壺、高坏である。一方、日用品の甕、浅鉢は縄文系の土器である。初期、半島系の壺、高坏は見つかっていない。しかし、存在した可能性が高い。また、半島系の土器や文化要素を欠いた遺跡がある。
- 北九州以外は、縄文文化を強固に守って水田稲作を営む。やがて、北九州からの移住者と共存し、前期弥生文化が始まる。

### 水稲農耕と突帯文土器

#### 北部北九州
早期に玄界灘沿岸ではじまった水稲農耕は、朝鮮半島に系譜を求められるものであるが、水稲農耕に関する文化複合体のすべてがみられるわけではない。例えば、煮沸用土器は玄界灘沿岸の突帯文土器を使用している事からも解る。
- 突帯文土器は縄文土器に伝統的な製作技法で作られている。その中に無文土器の製作技法で作られた甕が数%存在する。無文土器的な煮沸用土器も準備されていたことを予想させる。

腹径の2/3以上のものを甕と呼び、2/3未満のものを壺と呼ぶ。
こうして出来あがった土器が板付Ⅰ式土器である。無文土器の製作技法を選択的に採用して作られ、外見や文様はもはや無文土器とは似て非なる土器になっていて、実用的な部分は無文土器の技術で、非実用的な部分には在来の伝統がうまく使い分けられている。
さらに、早期のうちに九州から近畿にかけての広い地域に水稲農耕は伝わるが、玄界灘沿岸ですべてそろっていた弥生文化の要素は、九州以外の地域では部分的にしかみられない。この様に、北九州でも、それが広がった西日本でも、大陸系磨製石器や農耕の土器のセットが完全でないところに早期水稲農耕伝播の実態がある。

#### 西日本への波及
玄界灘沿岸以外の稲作社会は、前期になっておこるあらたな稲作集団の移住によって成立する。
環濠集落を成立させるほどに発展を遂げた玄界灘沿岸は、人口増による可耕地の拡大が早急に迫られていたと考えられる。フロンチィアたちは九州を南下せずに東へ東へと進む。前期水稲農耕の伝播である。
- 遠賀川人が移住先で営んだ集落の土器組成は基本的に遠賀川式土器単純で在来者となんらかのかたちでかかわれば突帯文土器と共伴する。そのかかわりかたの違いは、突帯文土器と遠賀川式土器の組成比で判断できる。

田村や中寺・州尾のように1：1の遺跡もあれば、数点の突帯文土器が混じる程度の遺跡までさまざまである。しかし遠賀川人がかかわった在来者はほとんどの場合、早期に稲作を経験していた模様で、それは
共伴する突帯文土器がすべて前期突帯文土器であることからもわかる。
- 早期以来の経験が素地にあったことが前期水稲農耕の急激な普及を容易にした原因の一つなのである。

### 文化の特徴

#### 北部北九州
- 水稲農耕の情報が縄文時代から機能していた情報ネットワークにのって伝播した可能性がある。森貞次郎のいう縄文的稲作農耕の伝播である〔森，1982〕。
- もう一つは、受け入れ側の強い規制が存在し稲作は受け入れても技術や道具、思想などは厳しい選択がおこなわれた可能性である。稲作を中心とする弥生文化に対する縄文側の自己防衛がすさまじかった

土偶や高い比率の浅鉢は、縄文的な道具をもちい縄文祭祀を活発におこなうことによって自らの集団の精神的な紐帯を高め引き締めてアイデンティティの確認がおこなわれたことを意味している。

#### 西日本
九州以外の地域には早期水稲農耕を受け入れた集団といっても、水稲農耕を生業の基盤にすえ、稲作を中心とした生活に傾斜していく動きはなかった。早期から前期に継続する集落がまだ少ない。
その後、北九州からの移住者を受け入れ、急速に農耕社会に変わった。